# 大城北北極殿
大城北北極殿，或稱城北北極殿，古名大城北上帝宮，臺灣澎湖縣湖西鄉廟宇，城北村公廟，主祀玄天上帝，地理位置鄰近澎湖機場。法師流派為「普庵派」。:257

## 沿革
城北村位於澎湖湖西鄉的拱北山周遭，胡建偉所著的《澎湖紀略》作「大城北社」，相傳荷蘭人曾在拱北山頂處築城，而聚落則在築城處北端而得名。「大城北社」在清領時期行政區歸屬於奎璧澳，在日治時期則改劃入林投澳，故現今屬於「林投澳角頭廟」之一，但逢林投澳「祭王」活動時，大城北北極殿僅止活動「參與」，卻不列入林投澳諸角頭廟請王活動的「舉辦」輪值。:261
根據蔡承德撰述於民國63年（1974年）的〈大城北北極殿落成碑〉云；村廟開基於乾隆60年（1795年），道光15年（1835年）修建、光緒八年（1882年）重建，在日治時期1898年度的調查報告中，當時廟名登記作「上帝宮」。昭和六年（1931年），村民洪竹笋發起重修，獲得林清波解囊襄助，昭和八年（1933年）順利遷廟新建，即為今址。:257
民國44年（1955年），大城北北極殿受一新社影響:51-54，開辦文堂（鸞堂），堂號「啟善堂」，鸞手的結社名稱則為「修身社」。
民國62年（1973年），大城北北極殿重新改建，翌年落成，即為今貌。民國63年（1974年）竣工的大城北北極殿，座西北朝東南，乃群眾募捐而成，型制為立面長18.85公尺、縱深長15.3公尺，占地面積73.36坪的單層樓建築。:257

## 建築
大城北北極殿建築風格為「閩南式」，左右各設連結式護龍，三川殿屋頂上緣放置「財、子、壽」三仙，兩端並佐以燕尾及水草點綴，脊堵以「八仙」為剪粘題材，上簷鋪以綠瓦、下簷則鋪黃色琉璃瓦，兩側的鐘、塔樓屋簷皆採綠瓦，亦不乏水草、花卉及垂花等裝飾；立面入口懸掛的「聖旨牌」，乃是大理石所製。:261
大城北北極殿建築的歷史悠久，保存良好，極具文史價值，村民表示若能重新翻修，必可帶動社區的觀光人潮。

## 祭祀圈
大城北村流傳有「雞無翩、毋通食」之俗諺，形容當地先天地理環境不佳，村民謀生困難，人煙稀少，其祭祀圈分布成三個甲頭，分別為東甲（林氏與黃氏）、中甲（洪氏與林氏）以及後甲（林氏與王氏）。此外，北極殿法師長歷代姓名可考者有林清波、林光燦二人。

## 圖輯

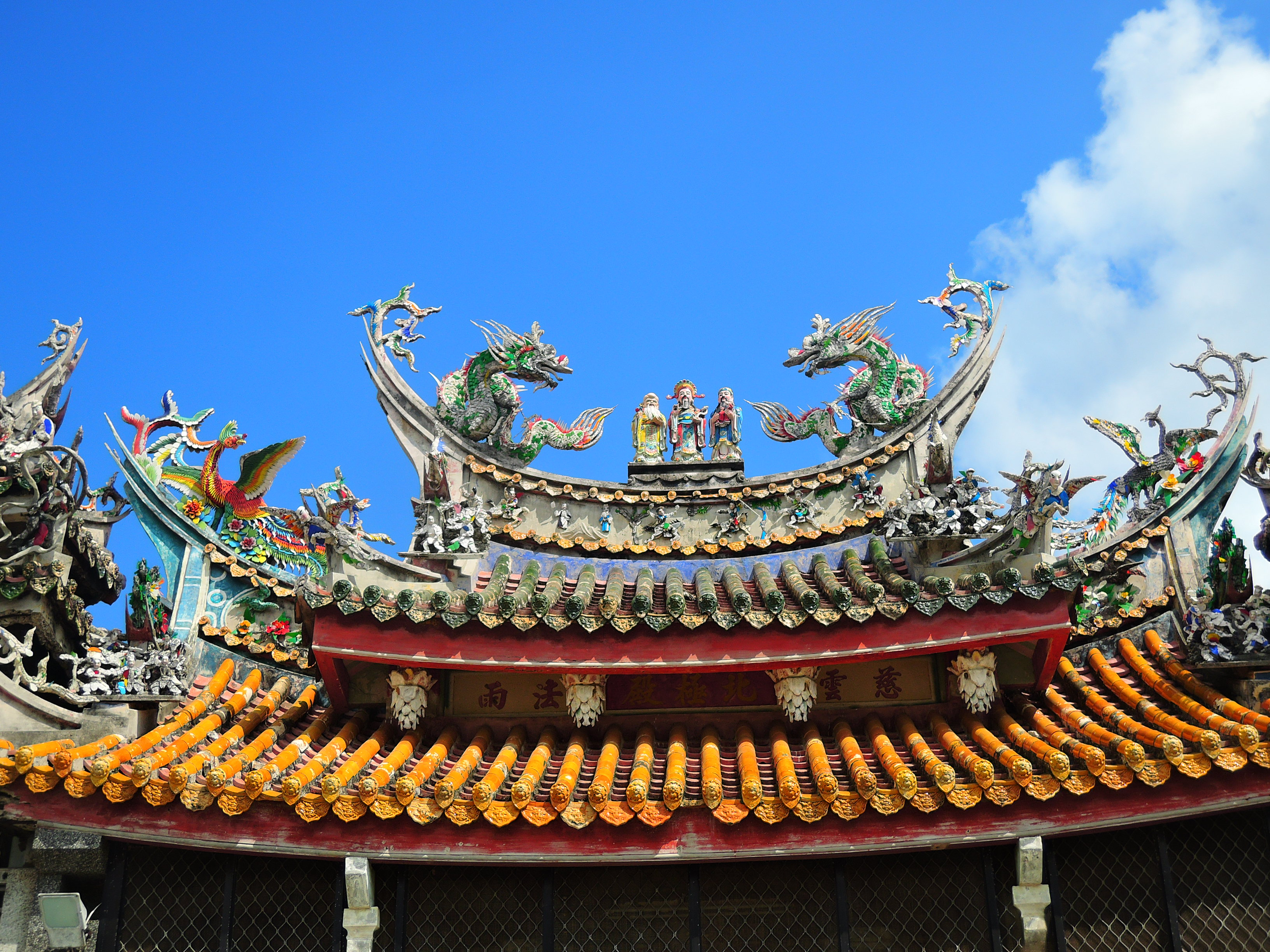
三川殿正殿脊飾
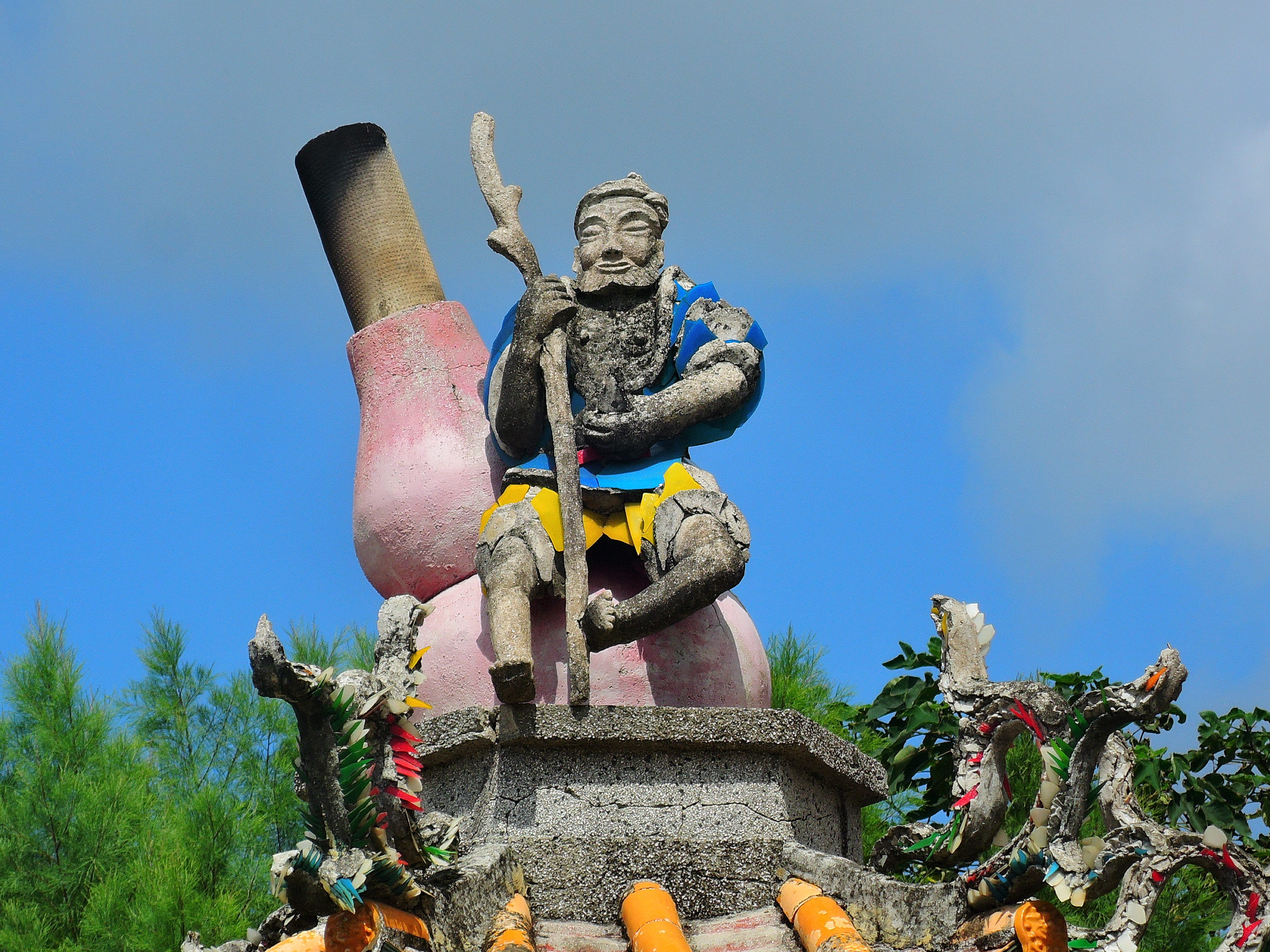
金爐剪粘人像
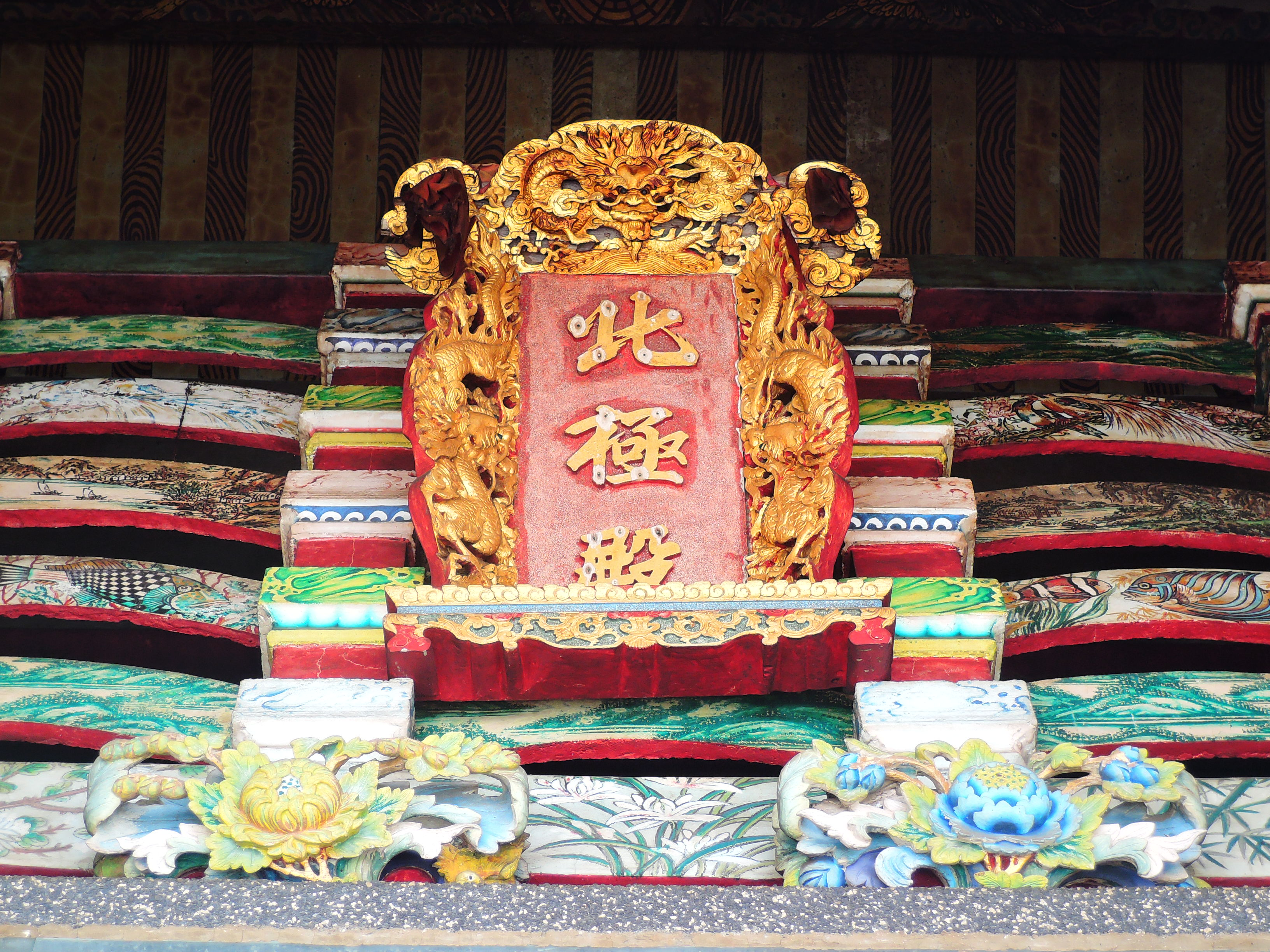
聖旨牌
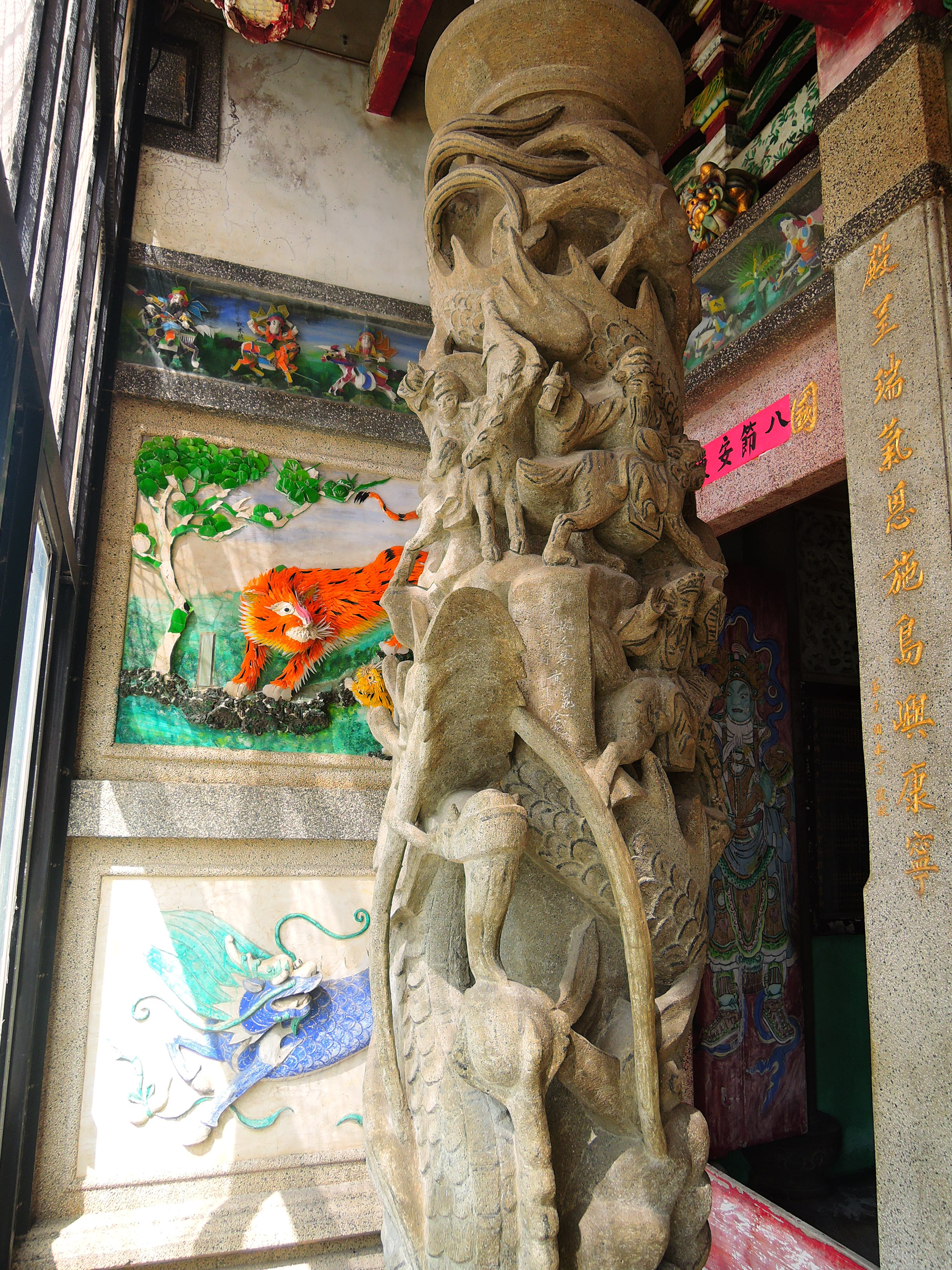
虎堵、龍柱
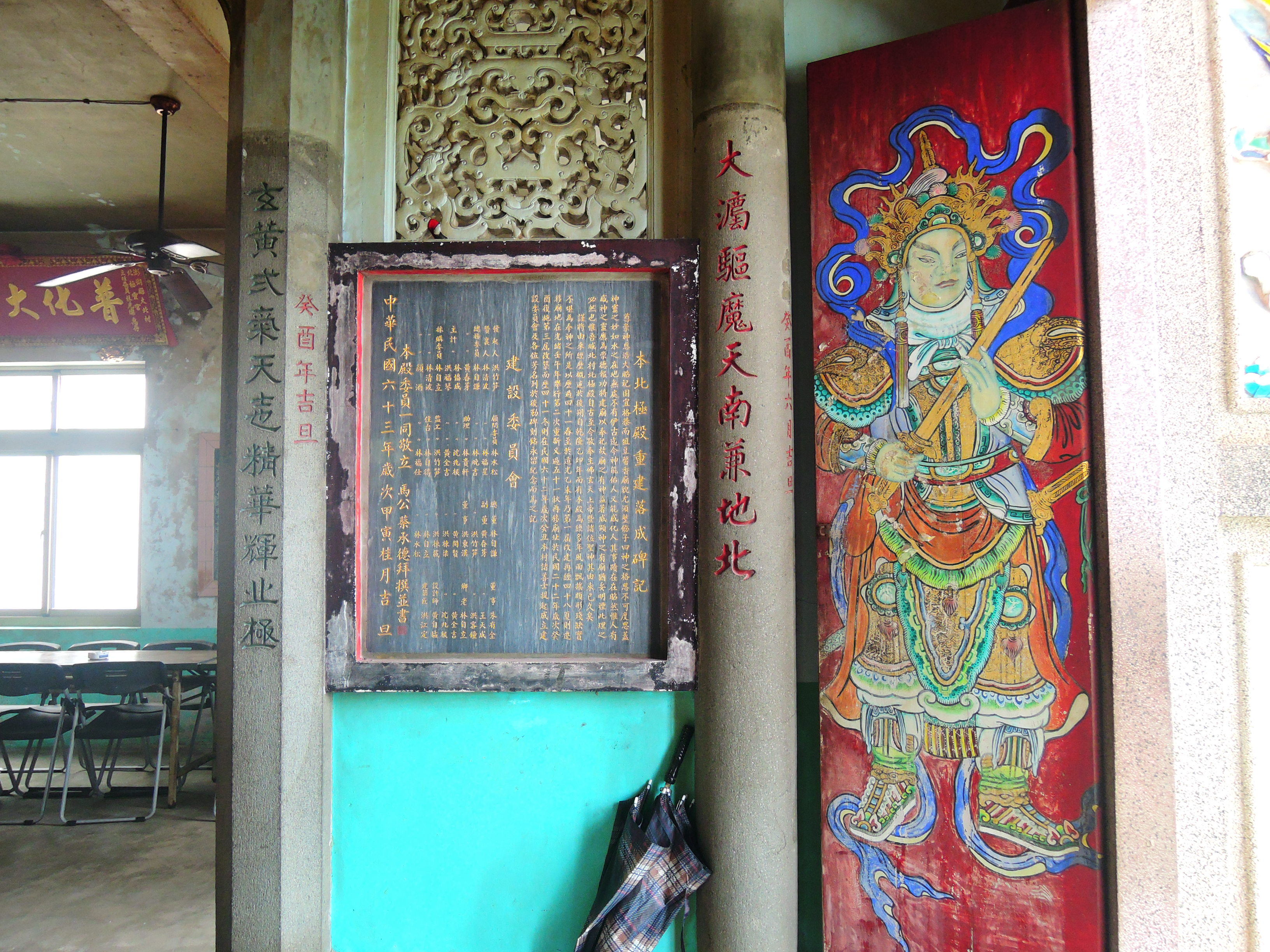
門神與石碑
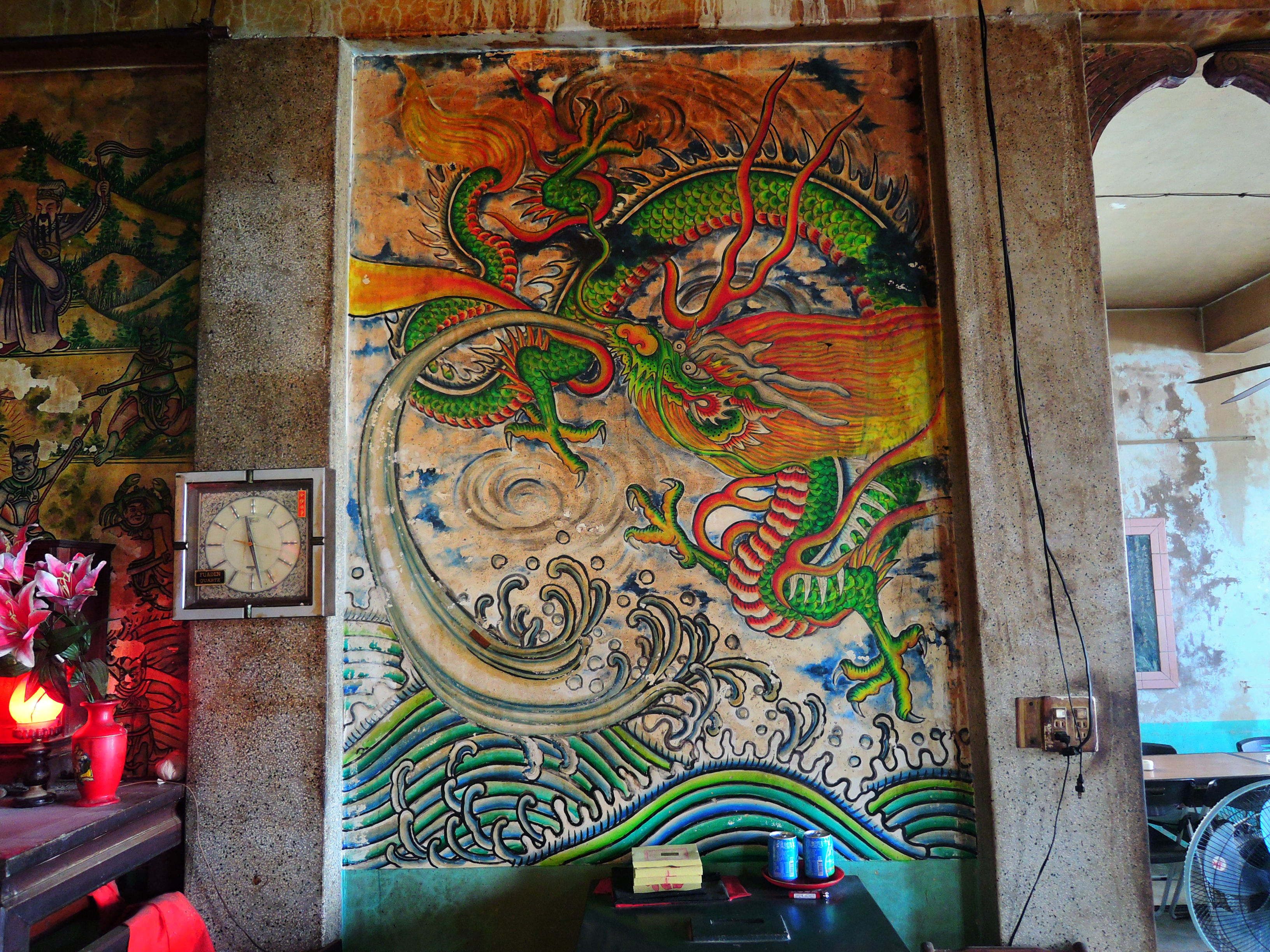
龍邊圍牆彩繪
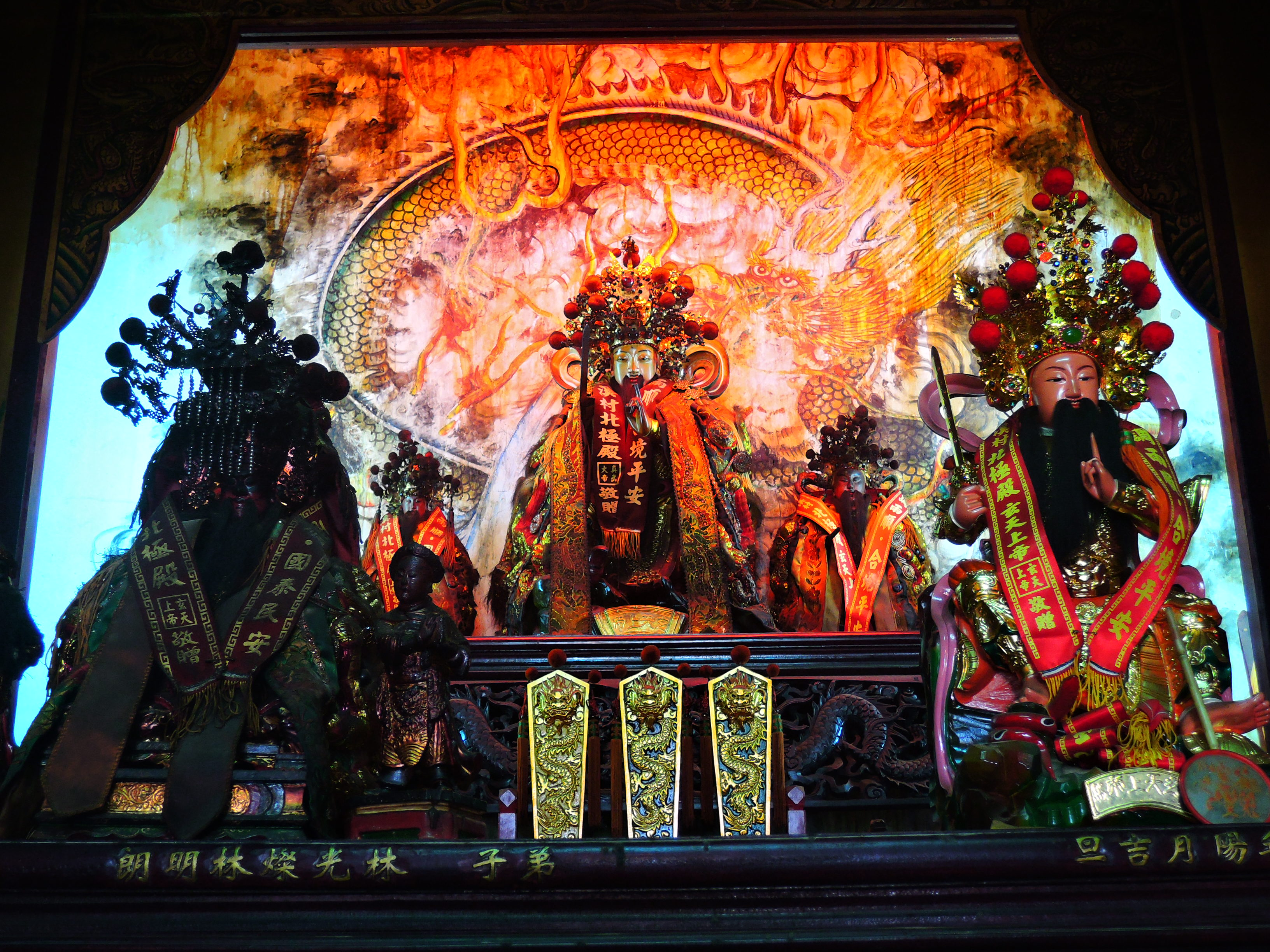
主神神龕